# 11454 Mariomelita
11454 Mariomelita este o planetă minoră (asteroid), cu un diametru de 5,685 km, din centura de asteroizi. A fost descoperită pe 28 februarie 1981 la Observatorul Siding Spring de Schelte J. Bus și a fost numită după Mario Daniel Melita⁠(d). 
Obiectul prezintă o orbită caracterizată de o semiaxă mare de 2,5974602 UAi, o excentricitate de 0,1, o înclinație de 14,58363 ° în raport cu ecliptica.